# Lista de singles número um na UK Singles Chart em 2015
A lista dos singles que alcançaram a primeira posição na UK Singles Charts em 2015 é, atualmente, compilada pela The Official UK Charts Company (OCC) baseada na Parada musical da UK Singles Chart (em português: Parada de Singles do  Reino Unido). A semana da parada vai de Domingo a Sábado, com a parada sendo publicada pela revista Music_Week, e publicada na internet pela Yahoo! Music UK (antiga Dotmusic). Cerca de 6,500 lojas de vendas de álbuns contribuem para a parada, assim como vários sites de vendas digitais. Diferente da Billboard Hot 100, dos EUA, nenhuma estatística de audiência (airplay no mundo da música) é utilizada na UK Singles Chart. Muitos singles são lançados nas lojas do Reino Unido às Segunda-feiras.

## Histórico
Official Singles Charts top 100
| Data            | Canção                           | Artista(s)                         |
| --------------- | -------------------------------- | ---------------------------------- |
| 3 de janeiro    | "Uptown Funk"                    | Mark Ronson feat Bruno Mars        |
| 10 de janeiro   | "Uptown Funk"                    | Mark Ronson feat Bruno Mars        |
| 17 de janeiro   | "Uptown Funk"                    | Mark Ronson feat Bruno Mars        |
| 24 de janeiro   | "Uptown Funk"                    | Mark Ronson feat Bruno Mars        |
| 31 de janeiro   | "Uptown Funk"                    | Mark Ronson feat Bruno Mars        |
| 7 de fevereiro  | "Uptown Funk"                    | Mark Ronson feat Bruno Mars        |
| 14 de fevereiro | "Love Me Like You Do"            | Ellie Goulding                     |
| 21 de fevereiro | "Love Me Like You Do"            | Ellie Goulding                     |
| 28 de fevereiro | "Love Me Like You Do"            | Ellie Goulding                     |
| 7 de março      | "Love Me Like You Do"            | Ellie Goulding                     |
| 14 de março     | "King"                           | Years & Years                      |
| 21 de março     | "Lay Me down"                    | Sam Smith feat John Legend         |
| 28 de março     | "Lay Me down"                    | Sam Smith feat John Legend         |
| 4 de abril      | "Hold My Hand"                   | Jess Glynne                        |
| 11 de abril     | "Hold My Hand"                   | Jess Glynne                        |
| 18 de abril     | "Hold My Hand"                   | Jess Glynne                        |
| 25 de abril     | "See You Again"                  | Wiz_Khalifa feat Charlie_Puth      |
| 2 de maio       | "See You Again"                  | Wiz_Khalifa feat Charlie_Puth      |
| 9 de maio       | "Cheerleader"                    | OMI                                |
| 16 de maio      | "Cheerleader"                    | OMI                                |
| 23 de maio      | "Cheerleader"                    | OMI                                |
| 30 de maio      | "Cheerleader"                    | OMI                                |
| 6 de junho      | "Want to Want Me"                | Jason Derulo                       |
| 13 de junho     | "Want to Want Me"                | Jason Derulo                       |
| 20 de junho     | "Want to Want Me"                | Jason Derulo                       |
| 27 de junho     | "Want to Want Me"                | Jason Derulo                       |
| 4 de julho      | "Not Letting Go"                 | Tinie Tempah feat Jess Glynne      |
| 9 de julho      | "Are You With Me"                | Lost Frequencies                   |
| 16 de julho     | "House Every Weekend"            | David Zowie                        |
| 23 de julho     | "Black Magic"                    | Little Mix                         |
| 30 de julho     | "Black Magic"                    | Little Mix                         |
| 6 de agosto     | "Black Magic"                    | Little Mix                         |
| 13 de agosto    | "Drag Me Down"                   | One Direction                      |
| 20 de agosto    | "Marvin Gaye"                    | Charlie Puth feat Meghan Trainor   |
| 27 de agosto    | "Don't Be So Hard On Yourself"   | Jess Glynne                        |
| 3 de setembro   | "Fight Song"                     | Rachel Platten                     |
| 10 de setembro  | "What Do You Mean"               | Justin Bieber                      |
| 17 de setembro  | "Easy Love"                      | Sigala                             |
| 24 de setembro  | "What Do You Mean"               | Justin Bieber                      |
| 01 de outubro   | "What Do You Mean"               | Justin Bieber                      |
| 08 de outubro   | "Writting's on The Wall"         | Sam Smith                          |
| 15 de outubro   | "What Do You Mean"               | Justin Bieber                      |
| 22 de outubro   | "What Do You Mean"               | Justin Bieber                      |
| 29 de outubro   | "Turn the Music Louder (Rumble)" | KDA feat Tinie Tempah & Katy B     |
| 5 de novembro   | "Hello"                          | Adele                              |
| 12 de novembro  | "Hello"                          | Adele                              |
| 19 de novembro  | "Hello"                          | Adele                              |
| 26 de novembro  | "Sorry"                          | Justin Bieber                      |
| 03 de dezembro  | "Sorry"                          | Justin Bieber                      |
| 10 de dezembro  | "Love Yourself"                  | Justin Bieber                      |
| 17 de dezembro  | "Love Yourself"                  | Justin Bieber                      |
| 24 de dezembro  | "Love Yourself"                  | Justin Bieber                      |
| 31 de dezembro  | “A Bridge Over You”              | The Lewisham & Greenwich NHS Choir |